# Mișkovo-Pohorilove, Jovtnevîi
Mișkovo-Pohorilove (în ucraineană Мішково-Погорілове) este o comună în raionul Jovtnevîi, regiunea Mîkolaiiv, Ucraina, formată numai din satul de reședință.

## Demografie
Componența lingvistică a comunei Mișkovo-Pohorilove
     Ucraineană (70,41%)
     Rusă (28,44%)
     Alte limbi (0,33%)
Conform recensământului din 2001, majoritatea populației comunei Mișkovo-Pohorilove era vorbitoare de ucraineană (70,41%), existând în minoritate și vorbitori de rusă (28,44%).